# Marcus Sempronius Tuditanus (Konsul 240 v. Chr.)
Marcus Sempronius Tuditanus war ein Mitglied des römischen Adelsgeschlechts der Sempronier und wurde 240 v. Chr. Konsul sowie 230 v. Chr. Zensor.
Aus den Fasti Capitolini ergibt sich, dass Tuditanus’ Vater das Praenomen Gaius sowie sein Großvater das Praenomen Marcus führten.
Es sind nur die zwei wichtigsten Stationen von Tuditanus’ politischer Laufbahn bekannt: Das Konsulat erreichte er 240 v. Chr. (sein Mitkonsul war Gaius Claudius Centho); ein Jahrzehnt später (230 v. Chr.) wurde er Zensor und übte dieses Amt zusammen mit Quintus Fabius Maximus Verrucosus aus, der später aufgrund seiner hinhaltenden, aber damit erfolgreichen Taktik im Kampf gegen Hannibal als „Zauderer“ in die Geschichte einging.